# Wellard
Wellard är en del av en befolkad plats i Australien. Den ligger i regionen Kwinana och delstaten Western Australia, omkring 35 kilometer söder om delstatshuvudstaden Perth. Antalet invånare är 1 658.
Runt Wellard är det ganska tätbefolkat, med 139 invånare per kvadratkilometer.. Närmaste större samhälle är Rockingham, nära Wellard. 
Trakten runt Wellard består till största delen av jordbruksmark. Genomsnittlig årsnederbörd är 1 018 millimeter. Den regnigaste månaden är maj, med i genomsnitt 176 mm nederbörd, och den torraste är februari, med 9 mm nederbörd.